# CLPython
CLPython - альтернативна реалізація інтерпретатора мови програмування Python , написана на Common Lisp.  Дозволяє використовувати функції Lisp з Pyhton, і функції Python з Lisp.  Ліцензія проєкту - LGPL. Проєкт з'явився у 2006 році; станом на 2013 рік активної розробки не ведеться. Тоді ж було закрито список розсилки .  